# دهه ۸۷۰ (پیش از میلاد)

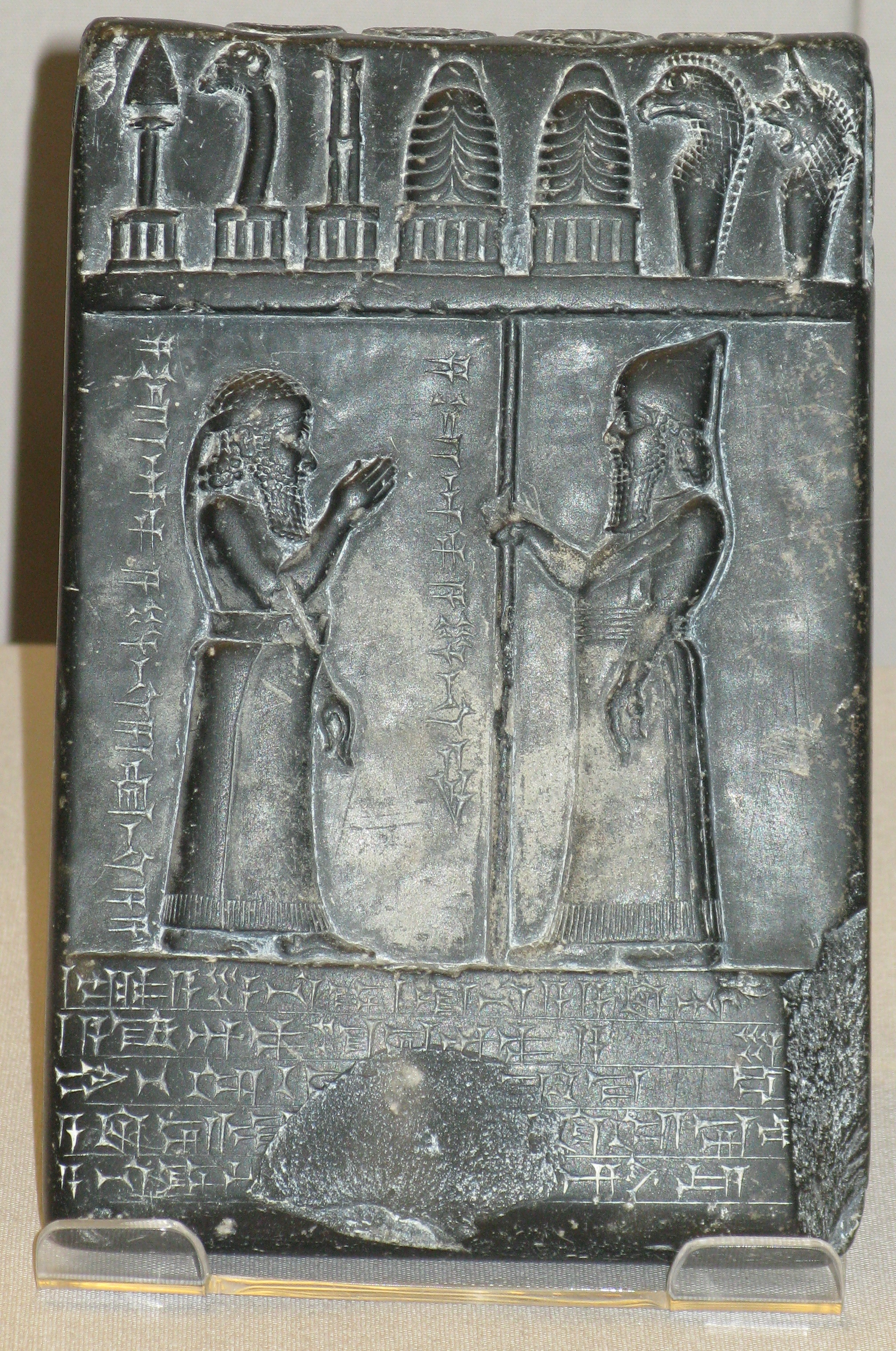
لوح نبو آپلا ایدینا

دهه ۸۷۰ (پیش از میلاد) ۸۷مین دهه قبل از مبدا شروع تقویم میلادی است.

## رویدادها
- بنیان‌گذاری شهر سامره در فلسطین.